# Motorola 68851

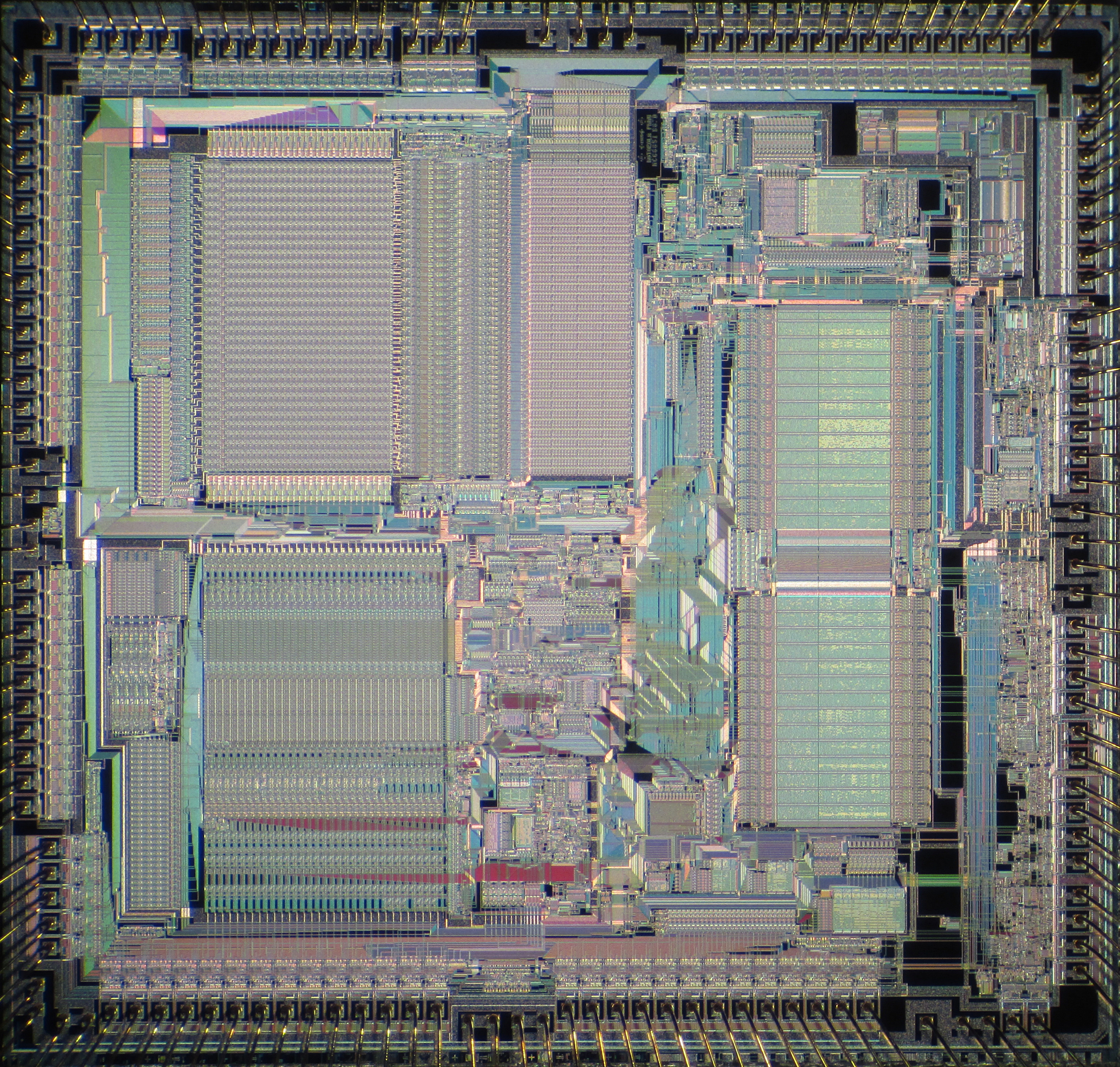
Motorola 68851 lapka

A Motorola 68851 egy külső memóriakezelő egység (MMU), amelyet arra terveztek, hogy lapozott memóriatámogatást nyújtson a 68020-as processzor számára, a processzor koprocesszor-interfészének használatával. Elméletben más processzorokkal is használható, például a 68010-essel, a koprocesszor-interfész szoftveres szimulálásával.
Az MMU 32 bites logikai címeket fordít 32 bites fizikai címekre, a teljes elérhető memóriatartomány 4 GiB. A 68851 nyolc védelmi szintig terjedő védelmi mechanizmussal rendelkezik. Az MMU 256 bájttól 32 KiB-ig terjedő méretű memórialapok címzését teszi lehetővé. A 68851 működéséhez a 68020-as processzor utasításkészletét néhány utasítással egészítették ki, amelyeket a 68020-as processzor koprocesszor interfészén keresztül lehet használni.
A 68K családba tartozó későbbi processzorok, mint például a 68030, 68040 és 68060 belső MMU-val rendelkeznek, és nem működnek együtt a 68851-gyel, esetleg a koprocesszor interfész szimulációját leszámítva.
A 68851 az Apple Macintosh II-höz is elérhető volt választható összetevőként, és szükséges volt az Apple A/UX operációs rendszer futtatásához. A Classic Mac OS-hez 1989 elején jelent meg a Connectix Virtual, amely a 68851-et használta a virtuális memória biztosításához, és amelyet később a System 7-be integráltak. Így az Apple saját virtuálismemória-megoldása csak 1991-ben jelent meg.
Nagyon kevés Amiga-kártya használja a 68851-et, elsősorban azért, mert csak a processzorok egy szűk körével használható, és a legtöbb Amiga és gyorsítókártya olyan processzort használ, amelynek van saját MMU-ja, vagy pedig nem támogatja az MMU-t. Az egyik ilyen bővítőkártya a Commodore A2620.

## Fordítás
Ez a szócikk részben vagy egészben  a   Motorola 68851 című angol Wikipédia-szócikk ezen változatának fordításán alapul.  Az eredeti cikk szerkesztőit annak laptörténete sorolja fel. Ez a jelzés csupán a megfogalmazás eredetét és a szerzői jogokat jelzi, nem szolgál a cikkben szereplő információk forrásmegjelöléseként.